# Vilém Pospíšil (kazatel)
Vilém Pospíšil (též Wilhelm Pospiszył) (7. prosince 1907 – 12. července 1980) byl český baptistický kazatel a politický vězeň.
Pocházel z rodiny volyňských Čechů. Od března 1934 byl baptistickým kazatelem v Tarnově. Na podzim roku 1945 se přestěhoval do Československa. Od roku 1946 byl kazatelem ve Vikýřovicích na Šumpersku. V únoru 1955 zatčen a následně ve vykonstruovaném procesu odsouzen ke třem a půl roku vězení a konfiskaci třetiny majetku. Po návratu z výkonu trestu mu nebylo dovoleno vykonávat službu kazatele, musel pracovat manuálně. Jako kazatel mohl sloužit až od roku 1969, a to opět ve Vikýřovicích (1969–1971), následně v baptistických sborech v Praze na Vinohradech (1971–1973) a v Chebu (1973–1977).
S manželkou Olgou měl dva syny.